# دونالد هيوارث
دونالد هيوارث (بالإنجليزية: Donald Hayworth)‏ هو سياسي أمريكي، ولد في 13 يناير 1898 في الولايات المتحدة، وتوفي في 25 فبراير 1982 بواشنطن العاصمة في الولايات المتحدة. حزبياً، نشط في الحزب الديمقراطي. انتخب عضو مجلس النواب الأمريكي.